# Keith Van Horn
Keith Van Horn (Fullerton, 23 de outubro de 1975) é um ex-jogador norte-americano de basquete profissional que atuou na  National Basketball Association (NBA). Foi o número 2 do Draft de 1997.